# Centrodora bifasciata
Centrodora bifasciata är en stekelart som beskrevs av Hayat 1988. Centrodora bifasciata ingår i släktet Centrodora och familjen växtlussteklar. Inga underarter finns listade.